# Баташка партизанска чета
Баташката партизанска чета е сред първите комунистически партизански формирования, създадени по време на партизанското движение в България (1941 – 1944). Тя е и първата чета в Родопите, която поставя началото на Родопски партизански отряд „Антон Иванов“.
На 2 септември 1941 г. в с. Батак 5 души (Петър Найчев, братята Георги и Никола Чолакови и братята Ангел и Илия Чаушеви) провеждат въоръжена акция за освобождаване на арестувания от полицията виден местен комунист Тодор Коларов. В схватката са убити 2 полицаи, а Коларов е освободен.
Същия ден, към 6-те нелегални се присъединяват и излезлите преди това партизани Никола Велков и Алекси Колунчев от Батак и Петър Велев от гр. Пещера. Поставят началото на Баташката чета. С нея се свързва и чета, образувана през август в района на селата Сараньово и Варвара. Излизат от полицейска блокада на селата Батак и Ракитово през септември 1941 г.
В края на октомври 1942 г. Баташката, Дорковската и Кричимската чета се обединяват в Родопски партизански отряд. Наброява 50 партизани. Ръководството на отряда включва: командир Георги Ликин (Дед), политкомисар Георги Кацаров (Серги), заместник-командир Георги Чолаков (Асен). След масовизиране на 14 февруари 1943 г. прераства в Родопски партизански отряд „Антон Иванов“.